# Тэлло
Тэлло (арм. Թելլո) или Аман Тэлло (арм. Աման Թելլո) — армянский народный массовый женский танец, песня-пляска. Относится к виду Вер-вери.

## Происхождение
Название танца связано с именем девушки. Плясовая фигура танца имеет общую форму с другими армянскими народными плясками: «Бэрзэни таран Тикой!», «Ой, им назани ярс» и «Лаз пари».

## Исполнение
Танец часто исполняется под звуки зурны, дхола, блула и сринга. Музыкальный размер - 2/4.
Один из самых ранних вариантов песни-пляски «Аман Тэлло» был записан армянским этнографом и композитором Комитасом в Ариче в 1905 году. 
Количество участников во время танца может изменяться. Одна пара или группа пляшущих исполняет часть песни, другая - отвечает.
В варианте, записанном этнографом Србуи Лисициан в Ереване, руки сцепляются ладонями: либо опускаются неподвижно вниз, либо сгибаются в локтях под прямым углом. Танец состоит из двух частей, для него характерны различного вида вертикальные приплясы.